# 何绥
何绥（3世纪—309年），字伯蔚，西晋梁国阳夏县（今河南省太康县）人。

## 生平
何绥官至侍中、尚书。性情奢侈，超过父祖，高傲轻薄人事。城阳人王尼对人说，何伯蔚在乱世还在奢侈傲慢，岂能免于祸乱。刘舆、潘滔向东海王司马越说他的坏话，司马越于是诛杀何绥与缪播等公卿。
何曾侍晋武帝宴，回家告诉何遵等人：“国家应天受禅，创业垂统。我每次赴宴参见，未尝听到经国远图，只说平常琐事，不是为子孙谋划之兆。我自己还行，后代恐怕危险了！这是子孙之忧。儿子们还可获保全。”指着孙子们说：“这些人必然遇到乱世了。”何绥死的时候，何绥的哥哥何嵩哭着说：“我祖父真是大圣人啊！”

## 家族
祖父何曾。父何遵。